# Селіна (Огайо)
Селіна (англ. Celina) — місто (англ. city) в США, адміністративний центр округу Мерсер штату Огайо. Населення — 10 935 осіб (2020).
Місто розташоване на берегах озера, біля великого парку; в парку і біля озера проходять різні фестивалі.

## Географія
Селіна розташована за координатами 40°33′19″ пн. ш. 84°33′48″ зх. д. / 40.55528° пн. ш. 84.56333° зх. д. (40.555331, -84.563268).  За даними Бюро перепису населення США в 2010 році місто мало площу 13,65 км², з яких 12,90 км² — суходіл та 0,75 км² — водойми.

## Демографія

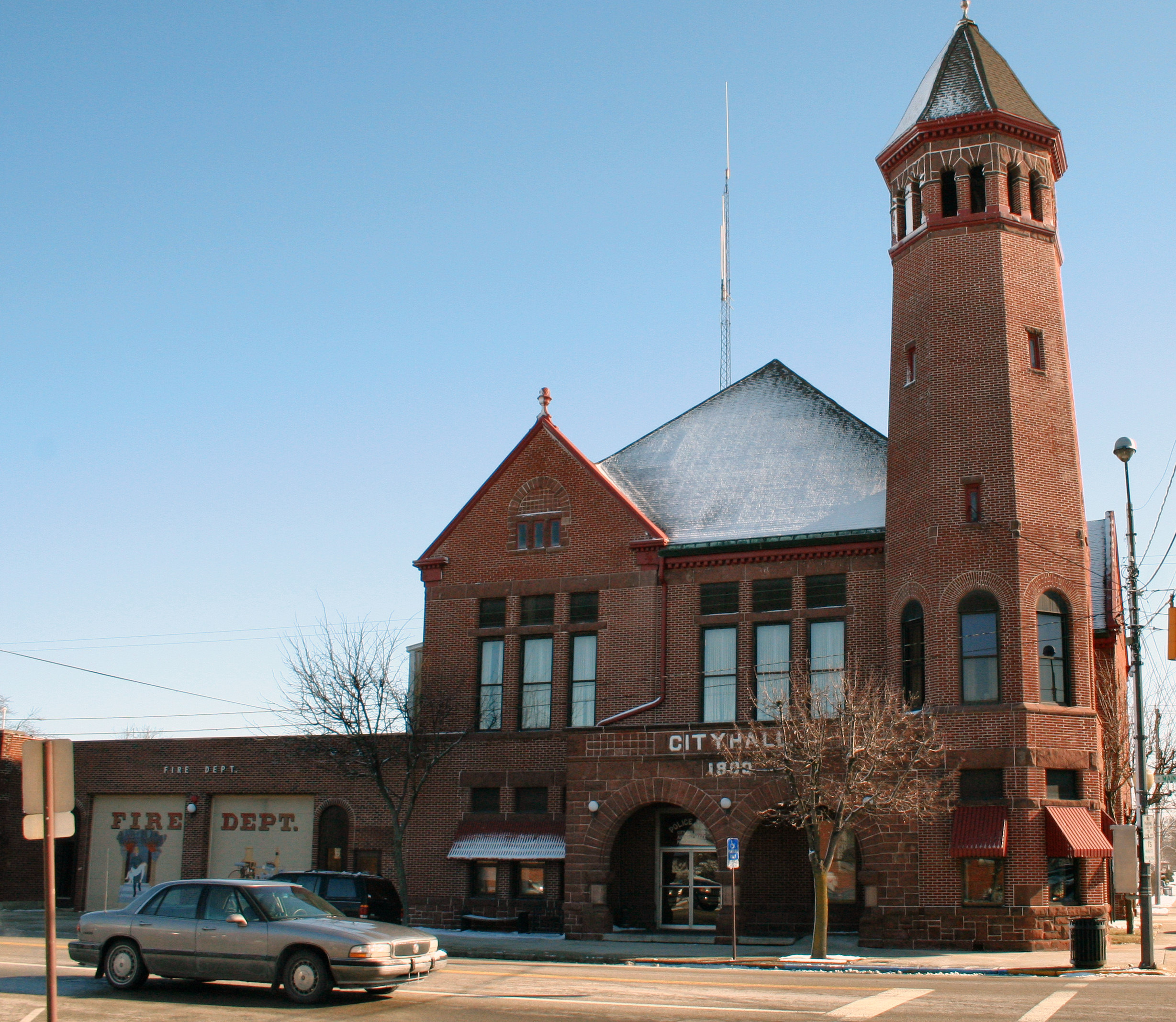
Мерія, 2006.

Згідно з переписом 2010 року, у місті мешкало 10 400 осіб у 4329 домогосподарствах у складі 2791 родини. Густота населення становила 762 особи/км².  Було 4841 помешкання (355/км²).
Расовий склад населення:
| - 94,9 % — білих - 1,1 % — азіатів - 0,5 % — чорних або афроамериканців - 0,4 % — вихідців з тихоокеанських островів - 0,4 % — корінних американців - 1,1 % — осіб інших рас |

До двох чи більше рас належало 1,6 %. Частка іспаномовних становила 2,8 % від усіх жителів.
За віковим діапазоном населення розподілялося таким чином: 25,6 % — особи молодші 18 років, 58,2 % — особи у віці 18—64 років, 16,2 % — особи у віці 65 років та старші. Медіана віку мешканця становила 38,3 року. На 100 осіб жіночої статі у місті припадало 93,3 чоловіків;  на 100 жінок у віці від 18 років та старших — 88,3 чоловіків також старших 18 років.
Середній дохід на одне домашнє господарство  становив 49 415 доларів США (медіана — 41 040), а середній дохід на одну сім'ю — 58 862 долари (медіана — 55 283). Медіана доходів становила 39 102 долари для чоловіків та 28 585 доларів для жінок. За межею бідності перебувало 11,9 % осіб, у тому числі 14,6 % дітей у віці до 18 років та 2,3 % осіб у віці 65 років та старших.
Цивільне працевлаштоване населення становило 5040 осіб. Основні галузі зайнятості: виробництво — 33,3 %, освіта, охорона здоров'я та соціальна допомога — 15,3 %, роздрібна торгівля — 12,1 %, мистецтво, розваги та відпочинок — 10,9 %.